# ParkinGO Team
ParkinGO Team è una squadra motociclistica con sede in Italia.
Fondato nel 2007 da Giuliano Rovelli, ex pilota professionista creatore del network di parcheggi ParkinGO, il team ha partecipato nei campionati mondiali per motociclette derivate dalla produzione di serie. Nel suo palmarès vi sono: un campionato del mondo Supersport, vinto con Chaz Davies nel 2011, e un campionato del mondo Supersport 300, vinto nel 2019 con il diciassettenne Manuel González, il più giovane iridato di sempre.

## Storia

### Supersport
Nel 2007 Giuliano Rovelli, dopo 10 anni di assenza dal mondo delle corse professionistiche decide di tornare fondando il team ParkinGO.
La prima stagione nel mondiale nel 2008 vede in sella i piloti Ivan Clementi e Mark Aitchison (vice-campione australiano della Supersport 2006, passato nel 2007 nella Superstock con un quinto assoluto nella classifica generale). Il 2008 segna anche il ritorno di Triumph nel mondiale.
Nel 2009 con il pilota Garry McCoy, il team ParkinGO BE1 Racing finisce tre volte tra i primi tre, portando così Triumph sul podio dopo 40 anni di assenza. Il secondo pilota, Gianluca Nannelli viene sostituito a Imola da Chaz Davies. Chaz Davies nel 2010, entrato durante la stagione precedente nel Team ParkinGO Triumph BE1, completa la sua prima stagione nel mondiale Supersport in quarta posizione. Nel 2011 Chaz Davies, in sella alla Yamaha YZF R6, si aggiudica il titolo di campione del mondo categoria Supersport con una gara di anticipo.
Il team torna nel mondiale Supersport nel 2013 con MV Agusta i piloti sono Roberto Rolfo e Christian Iddon. Migliori piazzamenti: terzo posto per Rolfo a Jerez, terzo posto per Iddon a Magny Cours.
Il team ritorna nel mondiale Supersport nel 2020 con un unico pilotaː Manuel González, campione nella stagione precedente in Supersport 300. González, in sella ad una Kawasaki ZX-6R, ottiene punti in tutte le gare in calendario e termina la sua stagione d'esordio al settimo posto in classifica piloti. Nel 2021 il team affida al confermato González una Yamaha YZF-R6. Lo spagnolo chiude la stagione al terzo posto nel mondiale conquistando inoltre due vittorie.

### Superbike
Dopo la stagione conclusa con il titolo mondiale della Supersport, nel 2012 ParkinGO e Chaz Davies debuttano nel campionato mondiale Superbike con l'Aprilia RSV4 Factory. La prima gara vinta è al Nürburgring, grazie alla quale la stagione si chiude con un nono posto (miglior esordiente stagionale e primo pilota privato ad ottenere una vittoria con la RSV4 Factory).

### Supersport300
Dopo un periodo di stop in cui ParkinGO rimane nel mondo delle corse come sponsor di Ducati Corse, il team ParkinGO nel 2017 si iscrive al campionato mondiale Supersport 300. I piloti, in sella a Yamaha, sono Edoardo e Filippo Rovelli.
Nel 2018 il team ParkinGO conferma la sua presenza nel campionato mondiale Supersport 300, i piloti sono Mika Pérez e il riconfermato Filippo Rovelli, quest’anno le moto sono Kawasaki. Pérez chiude la stagione con un secondo posto nella generale grazie a 4 podi, due pole e un giro veloce.
Nel 2019 esce Pérez, entrano lo spagnolo Manuel González e l’australiano Tom Edwards. Dopo il secondo posto nella tappa francese di Magny-Cours Manuel González diviene campione mondiale. In sella alla Kawasaki Ninja 400, ha ottenuto il primato di campione mondiale più giovane (in precedenza Loris Capirossi vinse il titolo mondiale della classe 125 a 17 anni, ma qualche mese più tardi rispetto al pilota di ParkinGO). Per ParkinGO si tratta del secondo titolo mondiale, dopo quello conquistato nel 2011 nel campionato mondiale Supersport con Chaz Davies.
Nel 2020 Filippo Rovelli e Tom Edwards continuano nel campionato mondiale Supersport 300, chiudendo la stagione rispettivamente al diciottesimo a al ventunesimo posto in classifica mondiale.